# Олейники (Полтавская область)
Олейники (укр. Олійники) — село, Малокобелячковский сельский совет, Новосанжарский район, Полтавская область, Украина.
Код КОАТУУ — 5323483205. Население по переписи 2001 года составляло 30 человек.

## Географическое положение
Село Олейники находится в 1-м км от левого берега реки Кобелячка, выше по течению на расстоянии в 1 км расположено село Малый Кобелячек, ниже по течению на расстоянии в 1 км расположено село Козубы.
Через село проходит автомобильная дорога М-22 (E 577).